# 赫克托·戴尔
赫克托·戴尔（英語：Hector Dyer，1910年6月2日—1990年5月19日），美国男子田径运动员，主攻短跑。他曾代表美国参加1932年夏季奥林匹克运动会田径比赛，获得男子4×100米接力金牌。